# Skobalj (gmina Lajkovac)
Skobalj (cyr. Скобаљ) – wieś w Serbii, w okręgu kolubarskim, w gminie Lajkovac. W 2011 roku liczyła 178 mieszkańców.